# Listă de inchizitori
Listă de inchizitori în ordine alfabetică:
- Francesco Albizzi
- Lope de Barrientos
- Bernard Gui
- Karl Borromäus
- Pierre Cauchon
- Raniero d’Elci
- Diego de Deza
- Ferrer G
- Giulio Antonio Santorio
- Guillaume Arnaud
- Guillaume Pelhisson
- Hadrian VI.
- Jakob van Hoogstraten
- Nicolas Jacquier
- Jakob von Soest
- Gonzalo Jiménez de Cisneros
- Johann Schadland
- Johannes Capistranus
- Walter Kerlinger
- Kolda von Colditz
- Konrad von Marburg
- Heinrich Kramer
- Diego de Landa
- Juan García Loaysa
- John Lutterell
- Clemente d’Olera
- Petrus von Verona
- Robert der Bulgare
- Franciscus Sonnius
- Bartolomeo de Spina
- Jakob Sprenger
- Stephan von Bourbon
- Juan Pardo de Tavera
- Tomás de Torquemada
- Juan de Zumárraga
- Petrus Zwicker